# Cryphia simulatricula
Espèce
Cryphia simulatricula, la Bryophile camouflée, est une espèce d'insectes lépidoptères de la famille des Noctuidae. Ses chenilles se nourrissent de lichens. 